# Teopantecuanitlán
Teopantecuanitlán es un sitio arqueológico del estado mexicano de Guerrero. Se ubica en la cuenca alta del río Balsas-Atoyac. Su nombre proviene de los vocablos nahuas teopan=templo sagrado, tecuani=fiera salvaje y tlan=sufijo de lugar, de donde su significado es Lugar del templo sagrado de las fieras. Teopantecuanitlán es parte de un conjunto de asentamientos olmecas localizados fuera del área nuclear de esa cultura, localizada en la costa meridional del golfo de México. Fue ocupada en el segundo milenio antes de Cristo, y probablemente era un puesto de control de las redes de comercio entre el Golfo y Occidente de Mesoamérica. En Teopantecuanitlán se han encontrado restos de lapidaria y cerámica con un claro estilo Olmeca.

## Ubicación
Teopantecuanitlán se encuentra en el estado de Guerrero, al sur de la República Mexicana, cerca de Copalillo por una distancia de 20 km. El sitio se encuentra a unos ocho kilómetros de distancia de la confluencia de los ríos Amacuzac y Mezcala, en una posición estratégica para el comercio y el tránsito entre el Altiplano y la costa del océano Pacífico. El sitio arqueológico ocupa alrededor de 200 hectáreas y se ubica al pie de una gran montaña.